# Jelena Wladimirowna Markowa

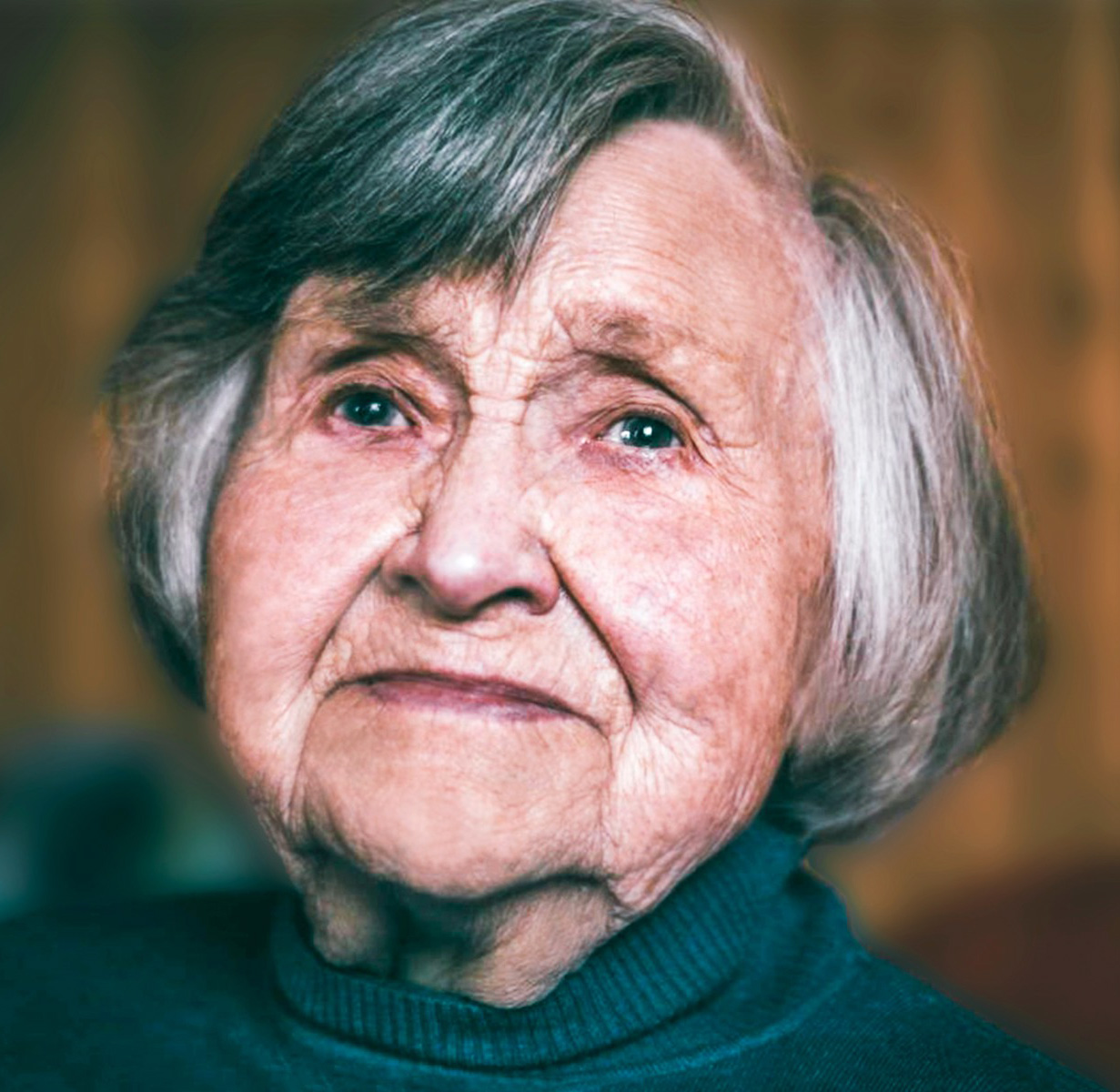
Jelena Wladimirowna Markowa

Jelena Wladimirowna Markowa, geboren Iwanowa, (russisch Елена Владимировна Маркова; * 24. April 1923 in Kiew; † 10. Mai 2023 in Moskau) war eine sowjetische bzw. russische Kybernetikerin.

## Leben
Markowa stammte aus einer Lehrerfamilie, die 1927 in die Siedlung Grischino (späterer Name Krasnoarmeiskoje, jetzt Pokrowsk) verbannt wurde. Der Vater wurde während des Großen Terrors 1937 erschossen. Im Deutschen Angriffskrieg wurde Krasnoarmeiskoje 1941 von der Wehrmacht besetzt. Markowa konnte einige Dutzend verwundete Rotarmisten retten, indem sie in der Arbeitsvermittlung die Arbeit aufnahm und für sie die benötigten Dokumente beschaffte.
Als die Rote Armee zurückkehrte, wurde Markowa wegen Kollaboration verhaftet und 1944 nach Artikel 2 des Ukas des Präsidiums des Obersten Sowjets der UdSSR Nr. 39 vom 19. April 1943 zu 15 Jahren Katorga-Arbeit verurteilt. Sie kam in das Lager Workutlag und 1950 ins RetschLag. Das Militärkollegium des Obersten Gerichts verkürzte 1951 die Haftdauer auf 10 Jahre, sodass sie 1953 freigelassen wurde. Sie lebte nun in Workuta, heiratete 1954 den Lagergenossen Alexei Alexejewitsch Markow, absolvierte das Fernstudium am Moskauer Allrussischen Polytechnischen Fernstudien-Institut und bekam 1957 eine Tochter. Sie schrieb mehrere Bücher über das Workutlag, das Workuta-Theater und die dort handelnden Personen.
Nach ihrer vollständigen Rehabilitierung 1960 lebte Markowa in Moskau. Von 1961 bis 1981 arbeitete sie im Wissenschaftlichen Rat für Kybernetik der Akademie der Wissenschaften der UdSSR zusammen mit Axel Berg und Wassili Nalimow. Mit Erfolg verteidigte sie 1965 ihre Kandidat-Dissertation für die Promotion zur Kandidatin der technischen Wissenschaften. Ihre Doktor-Dissertation über Theorie und Anwendung kombinatorischer Pläne bei Identifizierungs- und Optimierungsproblemen verteidigte sie 1971 mit Erfolg für die Promotion zur Doktorin der technischen Wissenschaften.
Von 1982 bis 1992 arbeitete Markowa als wissenschaftliche Mitarbeiterin im Forschungsinstitut für Automatisierung im nichtindustriellen Bereich. Darauf war sie Hauptspezialistin im Russischen Gosstandart-Zertifizierungszentrum.
Markowa starb am 10. Mai 2023 in Moskau und wurde auf dem Domodedowskoje-Friedhof im Dorf Istomicha bei Domodedowo begraben.